# Kabinet-Vranitzky V
De Oostenrijkse Bondsregering-Vranitzky V regeerde van 12 maart 1996 tot 28 januari 1997. Het kabinet was een coalitie van de Sozialistische Partei Österreichs (SPÖ) en de Österreichische Volkspartei (ÖVP) en stond onder leiding van bondskanselier Franz Vranitzky (SPÖ). Zijn vicekanselier was Wolfgang Schüssel (ÖVP).
Op 20 januari 1997 kwam er een einde aan de bondsregering toen bondskanselier Vranitzky een streep zette onder zijn politieke loopbaan. Bondspresident Thomas Klestil gaf vervolgens Viktor Klima, een partijgenoot van Vranitzky, opdracht om een nieuw kabinet te formeren van SPÖ en ÖVP. De werkzaamheden van dit kabinet vingen aan op 28 januari 1997.
| Bondsminister                                                                                     | Ambtsdrager                                                                                           | Partij     | Staatssecretaris             |
| ------------------------------------------------------------------------------------------------- | --- | ---------- | ---------------------------- |
| Bondskanselier                                                                                    | Franz Vranitzky                                                                                       | SPÖ        | Karl Schlögl (SPÖ)           |
| Vicekanselier en Bondsminister van Buitenlandse Zaken                                             | Wolfgang Schüssel                                                                                     | ÖVP        | Benita Ferrero-Waldner (ÖVP) |
| Arbeid en Sociale Zaken                                                                           | Franz Hums                                                                                            | SPÖ        |                              |
| Financiën                                                                                         | Viktor Klima                                                                                          | SPÖ        | Wolfgang Ruttenstorfer (SPÖ) |
| Vrouwenzaken                                                                                      | Helga Konrad                                                                                          | SPÖ        |                              |
| Volksgezondheid en Consumentenbescherming                                                         | Christa Krammer                                                                                       | SPÖ        |                              |
| Binnenlandse Zaken                                                                                | Caspar Einem                                                                                          | SPÖ        |                              |
| Justitie                                                                                          | Nikolaus Michalek                                                                                     | partijloos |                              |
| Land- en Bosbouw                                                                                  | Wilhelm Molterer                                                                                      | ÖVP        |                              |
| Landsverdediging                                                                                  | Werner Fasslabend                                                                                     | ÖVP        |                              |
| Jeugd en Familie (tot 30 april 1996, daarna met het Bondsministerie van Milieu samengevoegd)      | Martin Bartenstein (met de voorlopige leiding belast)                                                 | ÖVP        |                              |
| Milieu (tot 30 april 1996) Milieu, Jeugd en Familie (v.a. 1 mei 1996)                             | Martin Bartenstein (tot 30 april 1996 ook met Jeugd en Familie belast)                                | ÖVP        |                              |
| Onderwijs en Cultuur                                                                              | Elisabeth Gehrer                                                                                      | ÖVP        |                              |
| Wetenschap                                                                                        | Johannes Ditz (tot 16 juni 1996) Johann Farnleitner                                                   | ÖVP        |                              |
| Openbare Economie en Verkeer (tot 30 april 1996; daarna ontbonden)                                | Rudolf Scholten (Bondsminister voor Wetenschap, Onderzoek en Kunst, tot 30 april 1996 hiermee belast) | SPÖ        |                              |
| Wetenschap, Onderwijs en Kunst (tot 30 april 1996) Wetenschap, Verkeer en Kunst (v.a. 01.05.1996) | Rudolf Scholten (tot 30 april ook met Openbare Economie en Verkeer belast)                            | SPÖ        |                              |

Renner · Figl I · Figl II · Figl III · Raab I · Raab II · Raab III · Raab IV · Gorbach I · Gorbach II · Klaus I · Klaus II · Kreisky I · Kreisky II · Kreisky III · Kreisky IV · Sinowatz · Vranitzky I · Vranitzky I · Vranitzky III · Vranitzky IV · Vranitzky V · Klima · Schüssel I · Schüssel II · Gusenbauer · Faymann I · Faymann II · Kern · Kurz I · Bierlein · Kurz II · Schallenberg · Nehammer · Stocker